# Songs for the Deaf
Songs for the Deaf - płyta zespołu Queens of the Stone Age wydana 27 sierpnia 2002 roku. Gościnnie na płycie jako perkusista wystąpił Dave Grohl, były członek zespołu Nirvana, a obecnie wokalista zespołu Foo Fighters. Tak jak przy poprzedniej płycie zespołu Rated R projekt wsparli wokalami Mark Lanegan i Nick Oliveri. Od czasu do czasu słychać też audycję radiową. 
W Wielkiej Brytanii album sprzedał się w nakładzie 100 tys. płyt otrzymując tym samym status złotej płyty. Utwór "No One Knows" znalazł się na ścieżce dźwiękowej gry komputerowej NHL 2003.

## Lista utworów
1. - "The Real Song for the Deaf" - (hidden track)
2. "You Think I Ain't Worth a Dollar, But I Feel Like a Millionaire" (Homme/Lalli) – 3:12
3. "No One Knows" (Homme/Lanegan) – 4:38
4. "First It Giveth" (Homme/Oliveri) – 3:18
5. "Song for the Dead" (Homme/Lanegan) – 5:52
6. "The Sky Is Fallin'" (Homme/Oliveri) – 6:15
7. "Six Shooter" (Homme/Oliveri) – 1:19
8. "Hangin' Tree" (Johannes/Homme) – 3:06
9. "Go with the Flow" (Homme/Oliveri) – 3:07
10. "Gonna Leave You" (Homme/Oliveri) – 2:50
11. "Do It Again" (Homme/Oliveri) – 4:04
12. "God Is in the Radio" (Homme/Oliveri) – 6:04
13. "Another Love Song" (Homme/Oliveri) – 3:15
14. "Song for the Deaf" (Homme/Lanegan) – 6:42
15. "Mosquito Song" (Homme/Oliveri) – 5:37

## Twórcy
- Joshua Homme – śpiew, gitara
- Nick Oliveri – śpiew, gitara basowa
- Mark Lanegan – śpiew
- Dave Grohl – perkusja

## Single
Do każdego z nich nagrano wideoklip.
- "No One Knows" - 2002
- "Go with the Flow" - 2003
- "First It Giveth" - 2003